# Korneliusz (metropolita nowogrodzki)
Korneliusz, imię świeckie Koźma (zm. 16 lutego?/26 lutego 1698) – rosyjski biskup prawosławny.
Pochodził z rodziny bojarskiej z Moskwy. Życie monastyczne rozpoczął w monasterze Trójcy Świętej w Zielencu. Jesienią 1655 został przełożonym monasteru Zaśnięcia Matki Bożej w Tichwinie z godnością archimandryty. W 1668 wrócił do monasteru w Zielencu jako jego przełożony.
16 marca 1673 wyświęcony na biskupa kazańskiego i swijaskiego i natychmiast podniesiony do godności metropolity. Nigdy jednak nie wyjechał do Kazania, lecz samowolnie pozostał w Moskwie. W 1674 wyznaczony na metropolitę nowogrodzkiego, sprawował ten urząd do 1695, gdy z powodu choroby odszedł w stan spoczynku i zamieszkał w monasterze w Zielencu. W 1681, na prośbę cara Fiodora Romanowa, przewodniczył pogrzebowi patriarchy Nikona według rytu przewidzianego dla biskupów. W klasztorze żył do śmierci w 1698 i tam został pochowany.